# Abatao
Abatao (auch: Abato) ist ein Ort mit einer Landfläche von 0,25 km² auf dem gleichnamigen Motu im Osten des Tarawa-Atolls in den zum Inselstaat Kiribati gehörenden Gilbertinseln im Pazifischen Ozean. Im Jahr 2020 hatte der Ort 480 Einwohner.

## Geographie
Abatao liegt im Osten des Atolls von Tarawa zwischen Tabiteuea (NW) und Buota (SO). Ein Damm verbindet Abatao mit Tabiteuea. Der Kanal, der Abatao von Buota trennt, kann an einer Furt bei Niedrigwasser durchquert werden. In Abatao gibt es eine Kirche der Kiribati Uniting Church.

## Klima
Das Klima ist tropisch heiß, wird jedoch von ständig wehenden Winden gemäßigt. Ebenso wie die anderen Orte des Tarawa-Atolls wird Abatao gelegentlich von Zyklonen heimgesucht.